# Plexus infraorbitaire
Le plexus infraorbital est formé de la réunion des branches labiales supérieures avec la branche buccale du nerf facial (VII), immédiatement sous l'orbite. 